# Kibeho
Kibeho – miasto położone Rwandzie, w Prowincji Południowej, stolica dystryktu Nyaruguru, nazywane przez miejscową ludność Afrykańskim Lourdes.
Miejscowość jest znana w Rwandzie i poza jej granicami, głównie za sprawą objawień maryjnych w latach 1981–1983. Maryja miała objawiać się wówczas trzem uczennicom miejscowej szkoły: Alfonsinie Mumureke, Natalii Mukamazimpaka i Marii Klarze Mukangango. W dniu 29 czerwca 2001 objawienia te zostały oficjalnie uznane przez Kościół katolicki za prawdziwe. Od 2003 w Kibeho istnieje sanktuarium poświęcone Maryi Matce Słowa.
W latach dziewięćdziesiątych w Kibeho znajdował się największy w Rwandzie obóz dla uchodźców wewnętrznych. Ośrodek utworzono w 1994, krótko po zakończeniu bratobójczych walk pomiędzy plemionami Hutu i Tutsi. 22 maja 1995 doszło tam do masakry ludności cywilnej Hutu, w wyniku której śmierć poniosło według różnych źródeł od 330 do 4000 osób.